# Blaine Sexton
Blaine Sexton, född 3 maj 1891 i Windsor i Nova Scotia, död 29 april 1966 i London, var en brittisk ishockeyspelare. Han blev olympisk bronsmedaljör i Chamonix 1924 och kom på fjärde plats fyra år senare i Sankt Moritz 1928. 

## Meriter
- OS-brons 1924